# سلیم طلایی آمریکایی
سلیم طلایی آمریکایی (نام علمی: Pluvialis dominica) نام یک گونه از سرده باران‌زی‌ها است.